# Nick Buoniconti
Nicholas Anthony Buoniconti (15 de dezembro de 1940 – 30 de julho de 2019) foi um jogador de futebol americano que atuou na American Football League (AFL) e na National Football League (NFL) como middle linebacker, jogando pelo Boston Patriots  e pelo Miami Dolphins, levantando dois troféus do Super Bowl com este último. Buoniconti entrou no Hall da Fama do futebol americano em 2001.